# Kazimierz Skiba
Kazimierz Skiba (właśc. Kasimir Skiba, ur. 27 lutego 1812 w Katowicach, zm. 7 listopada 1890 tamże) – sołtys wsi Katowice w latach 1849–1856. 

## Życiorys
Urodził się w rolniczej rodzinie Jakoba Skiby i jego żony Marianny. Jego ojciec był również sołtysem, a dziadek Andreas wójtem Katowic. 
Podczas swojego urzędowania Skiba sprzeciwiał się, wraz z częścią członków rady gminy, planom przemysłowej i urbanistycznej transformacji wsi Katowice, głoszonym m.in. przez Friedricha Grundmanna, Richarda Holtzego i ród Wincklerów, obawiając się utraty wpływów, tożsamości i konieczności płacenia podatków komunalnych, np. na remonty dróg. Jego opór był bezskuteczny i zakończył się utratą stanowiska sołtysa. Następcą Skiby został, przychylny planom Holtzego i Grundmanna, handlarz węglem Louis Troll. 
Chata sołtysa Skiby (później przeniesiona do Górnośląskiego Parku Etnograficznego w Chorzowie) stała na obrzeżach wsi, niedaleko granicy ze wsią Bogucice (obecnie dzielnica Katowic), w części nazywanej później Drajokiem.
Skiba został pochowany na cmentarzu przy ul. Francuskiej w Katowicach. Żonaty z Józefą zd. Figura (1811–1889). Miał siedmioro dzieci.
Peerelowska historiografia nazywała go ostatnim polskim sołtysem Katowic.

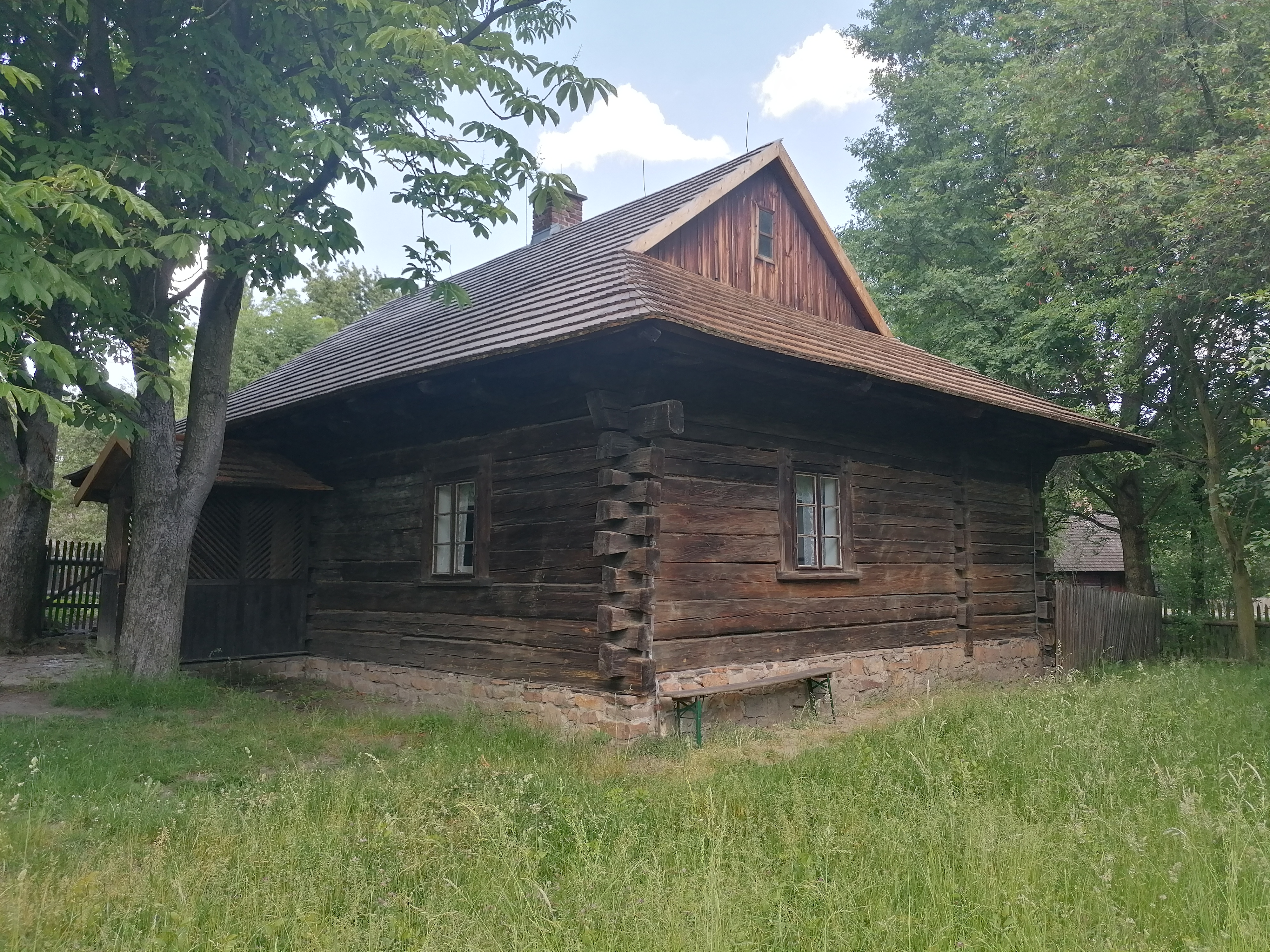
Chałupa Skibów
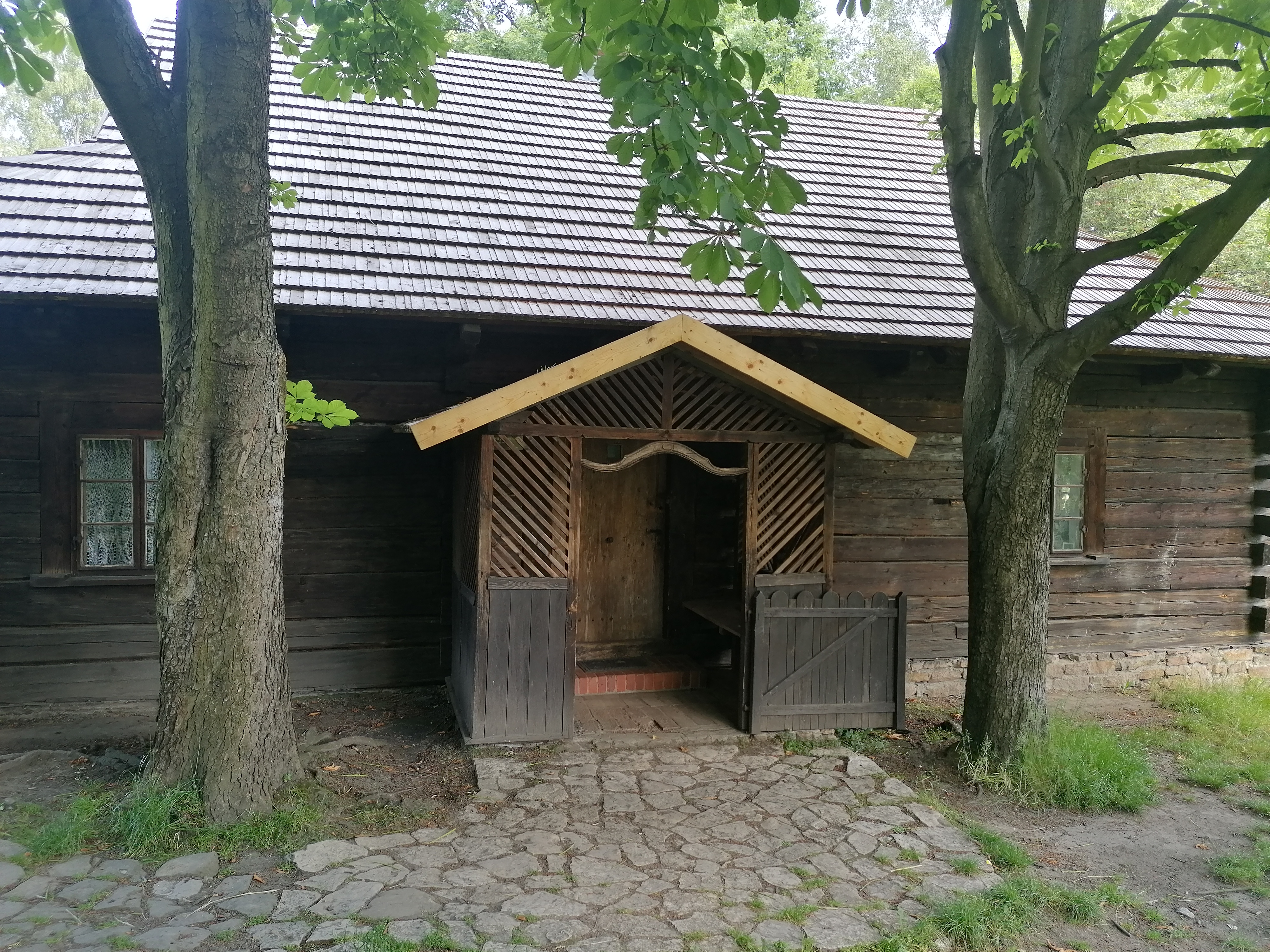
Weranda
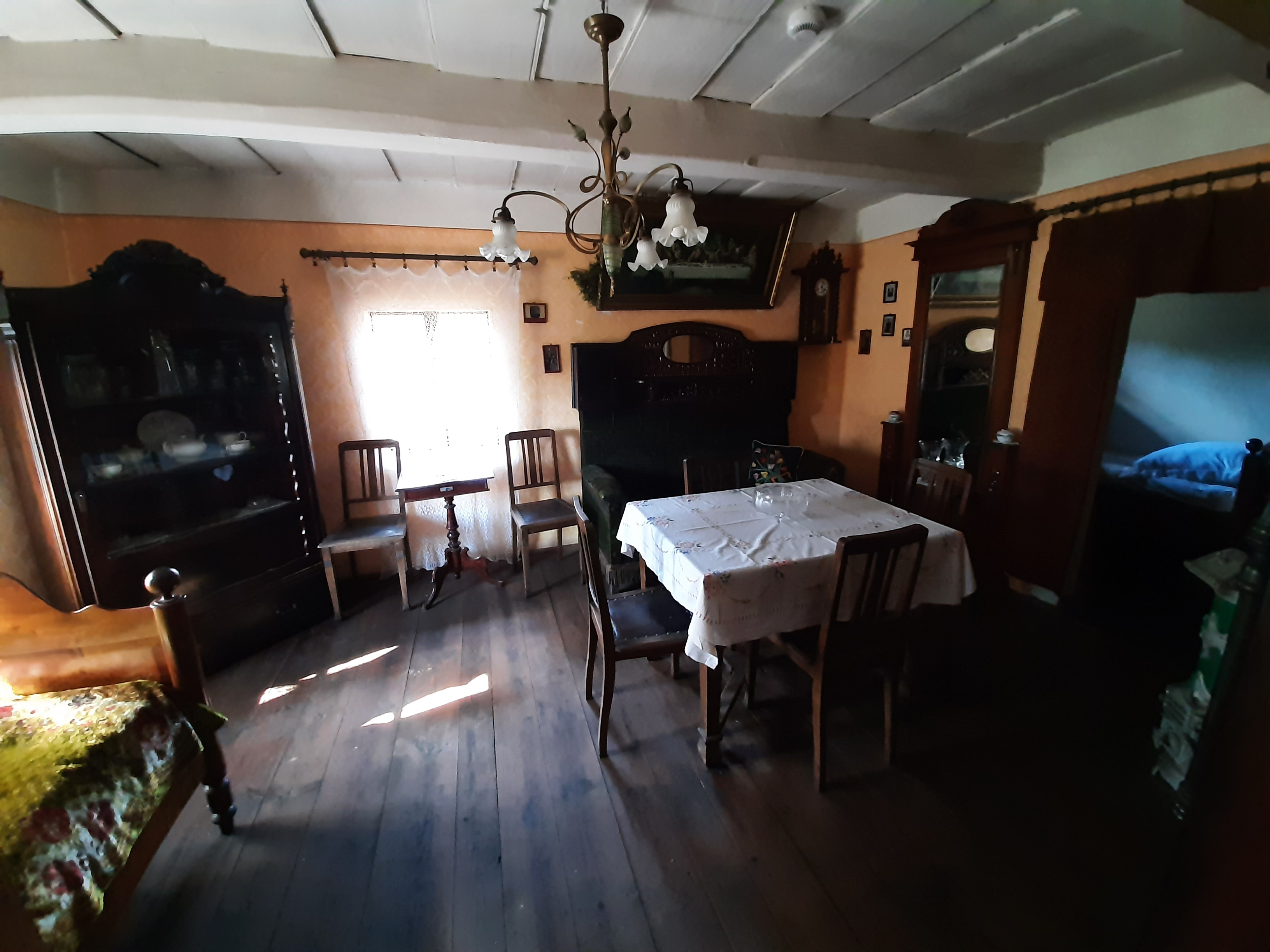
Wnętrze chałupy Skibów
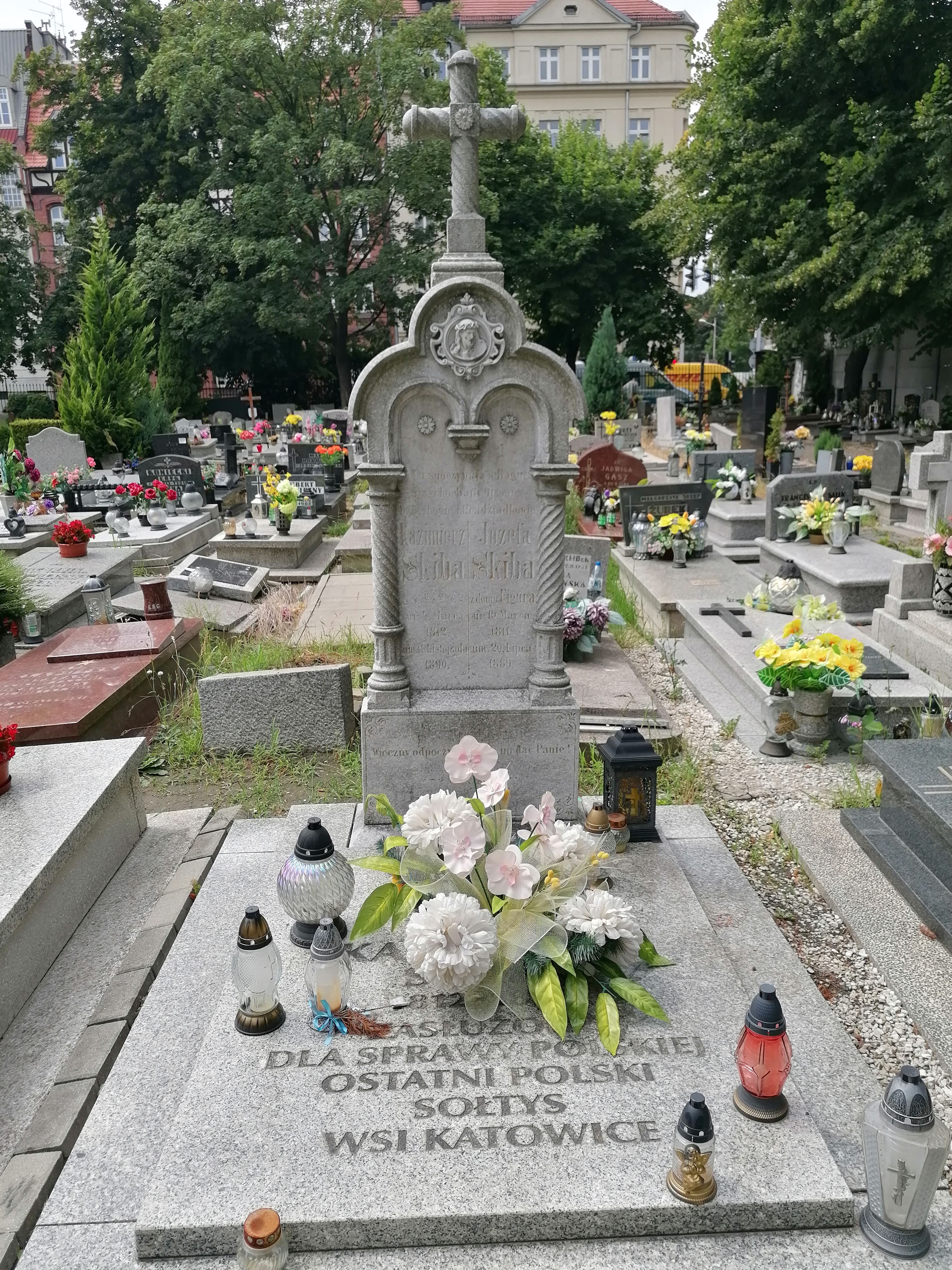
Grób Skibów